# Christina Applegate
Christina Applegate (n. 25 noiembrie 1971) este o actriță americană nominalizată la Premiile Tony. Christina Applegate este cunoscută cel mai mult pentru rolul Kelly interpretat în serialul Familia Bundy. A jucat în rolul principal în filmele Don't Tell Mom the Babysitter's Dead, The Big Hit, The Sweetest Thing, Anchorman: The Legend of Ron Burgundy, Farce of the Penguins și Alvin and the Chipmunks: The Squeakquel.